# Morski rezervat Miramar
Naravni morski rezervat Miramar (Area Marina Protetta di Miramare) se nahaja približno 8 km severozahodno od mesta Trst, ob Miramarskem rtiču, na katerem stoji Maksimilijanov grad Miramar, ki loči naselje Grljan (it. Grignano) od tržaške mestne plaže Barkovlje. Rezervat je nastal leta 1973, leta 1986 pa je kot prvi morski rezervat v Italiji prešel pod tedanje ministrstvo za okolje, ki je z dekretom potrdilo ustanovitev in ga postavilo pod upravo italijanskega WWF. Obsega 30 ha priobalnega morja (200 metrov ob 1.8 km obale), ki ga obdaja 90 ha odprtega morja pod posebnim nadzorstvom obalne straže, to je državnega ministrstva. Morsko dno doseže do 18 metrov globine. Prehaja postopoma od skalnate obale preko vedno manjših skal in grušča do peska in blata v odprtem morju, kar je vzrok za izredno raznovrstnost okolja.
Rezervat je dosegljiv 
- z avtomobilom po tržaški obalni cesti (SS14) do odcepa za Grljan (Grignano mare). Vhod je preko severnega vstopa v Miramarski park.
- Z vlakom je treba koristiti linijo Benetke-Trst ali Videm-Trst do mestnega terminala, odkod pelje mestna avtobusna linija 36 do Miramarja. Miramar ima sicer tudi lastno železniško postajo, a ustavljajo se samo nekateri lokalni vlaki.
- Razen omenjene mestne avtobusne linije 36 peljejo do Grljana (z vmesno postajo Miramar) tudi mestna linija 6 in pokrajinski liniji SAITA in ATP.

## Ekosistemi
Glede na raznovrstnost morskega dna se rezervat deli na tri različne ekosisteme. To so: področje bibavičnih sprememb, skalnata stena rta, peščeno in blatno morsko dno. 
Področje bibavičnih sprememb upošteva del obale, ki se izmenično zaliva in suši z nihanjem bibavice. Organizmi, ki preživijo določen čas bodisi v vodi kot na suhem, so za preživetje razvili svojstvene prilagoditve.
Skalnata stena miramarskega rta, na kateri sloni grad, se spušča globoko v morje, kjer kraški sestav skal ustvarja nešteto varnih skrivališč za morske živali in primeren substrat za morske alge in mikroorganizme. 
Peščeno in blatno morsko dno na prvi pogled izgleda nezanimivo in mrtvo, kar pa ne odgovarja dejanskemu stanju. V tem monotonem okolju živijo organizmi s posebnimi značilnostmi, ki so tipični za veliko še neraziskanih morskih ekosistemov. 

## Rastline
V Naravnem morskem rezervatu Miramar živi več vrst alg, na primer morski dežniček (Acetabularia acetabulum), morski hrast (Fucus Vesiculosus), pavji rep (Padina pavonica), tridimenzionalna steljka (Ulva lactuca).

## Živali
V Naravnem morskem rezervatu Miramar živi več živali iz debel Spužev (Porifera), Kolobarnikov (Annelida), Ožigalkarjev (Cnidaria), Mehkužcev (Mollusca), Iglokožcev (Echinodermata), Strunarjev (Chordata) in Rakov (Crustacea). 

## Dejavnosti
Ustanovitvena listina rezervata  izrecno določa tri vrste predvidenih dejavnosti: 
- ohrana morfoloških posebnosti rezervata z varnostnimi ukrepi in izpopolnjevanjem organizacije,
- znanstveno raziskovanje morskih ekosistemov in lokalnih bioloških vrst in njihov monitoring,
- didaktična dejavnost na področju morske biologije in ekologije s stalno ponudbo delavnic (workshop), organiziranih sprehodov, spoznavnega plavanja in potapljanja.

Geomorfološke lastnosti priobalnih miramarskih voda, ki zaznamujejo živalstvo in rastlinstvo morskega rezervata, so splošno priznana značilnost celotnega  Tržaškega zaliva. Za njihovo globlje poznanje se organizirajo nekatere razvedrilne in študijske dejavnosti raznih stopenj. Med razvedrilne dejavnosti spadajo sprehod z vodičem po obalnem delu rezervata (90 minut), plavanje z masko in plavutmi (snorkeling z vodičem) po plitvini blizu obale in potapljaški obisk rezervata (do globine 9 metrov, trajanje 60 minut). Posebna pozornost je namenjena šolarjem s spremstvom razrednega učitelja, za katere so predvideni ciklusi predavanj in praktičnih vaj ob podpori izkušenih biologov. Izven rezervata sta priporočena sprehod po poti Natura, ki se vzpenja od obale do kraškega roba, in sprehod po devinskih pečinah, oba primerna tudi za šolarje in družine.
Razen teh amaterskih dejavnosti se v rezervatu normalno odvija študijsko raziskovanje in monitoring morskih habitatov. Razvili sta se dve študijski skupini. Ena zbira in ureja podatke o morski vodi (temperatura, slanost, količina raztopljenega kisika in podobno), druga pa opazuje živo komponento morja (popisi živalskih in rastlinskih skupin, etologija nekaterih rib, preučevanje zvokov nekaterih organizmov in podobno). Tehnike monitoringa, ki se je leta 1989 začel z direktnim opazovanjem v mejah rezervata in snemanjem s podvodno kamero, so se postopoma razvile in modernizirale: danes se raziskovalci poslužujejo najnovejših študijskih pripomočkov. 
Od leta 1991 deluje v okrilju rezervata skupina morskih biologov za prvo pomoč kitom in želvam, ki zaidejo v Tržaški zaliv. V 25 letih obstoja je bila skupina obveščena o prisotnosti 156 predstavnikov reda kitov, od katerih je nudila pomoč 136 osebkom. Tudi želve, ki so stalni prebivalci teh morij, so bile neštetokrat zdravljene zaradi incidentov s plovili. Omeniti je treba ogromno število želv, ki so leta 2013 med 1. oktobrom in 12. novembrom nasedle na štirih italijanskih obalah. Od 286 želv je bila živa le ena in še danes se na podlagi opravljenih obdukcij študirajo možni vzroki katastrofe. Spadajo v pristojnost te skupine biologov tudi ornitološka opazovanja, ki so bila med letoma 2010 in 2014 opravljena na 37 vrstah morskih ptic.